# Juan Serrano Gómez
Juan Serrano Gómez (Barbadillo de Herreros, 8 de marzo de 1837-1898) fue un escritor regeneracionista y militar español. 
Hijo de un pastor y alcalde de Barbadillo de Herreros, Juan Serrano Gómez ingresó en el Ejército en 1857. Adquirió experiencia en las guerras carlistas y en los conflictos de Filipinas. Desde 1885, coloaboró para Costa con la redacción de informes sobre el campo castellano y andaluz y sobre la organización colonial española en Filipinas. 
Autor de varios artículos en la Revista de geografía comercial y de un informe sobre el derecho consuetudinario de Barbadillo de Herreros y la Sierra Burgalesa para la obra de Joaquín Costa Materiales para el estudio del derecho municipal consuetudinario de España (1885).·